# Fergana-hegység

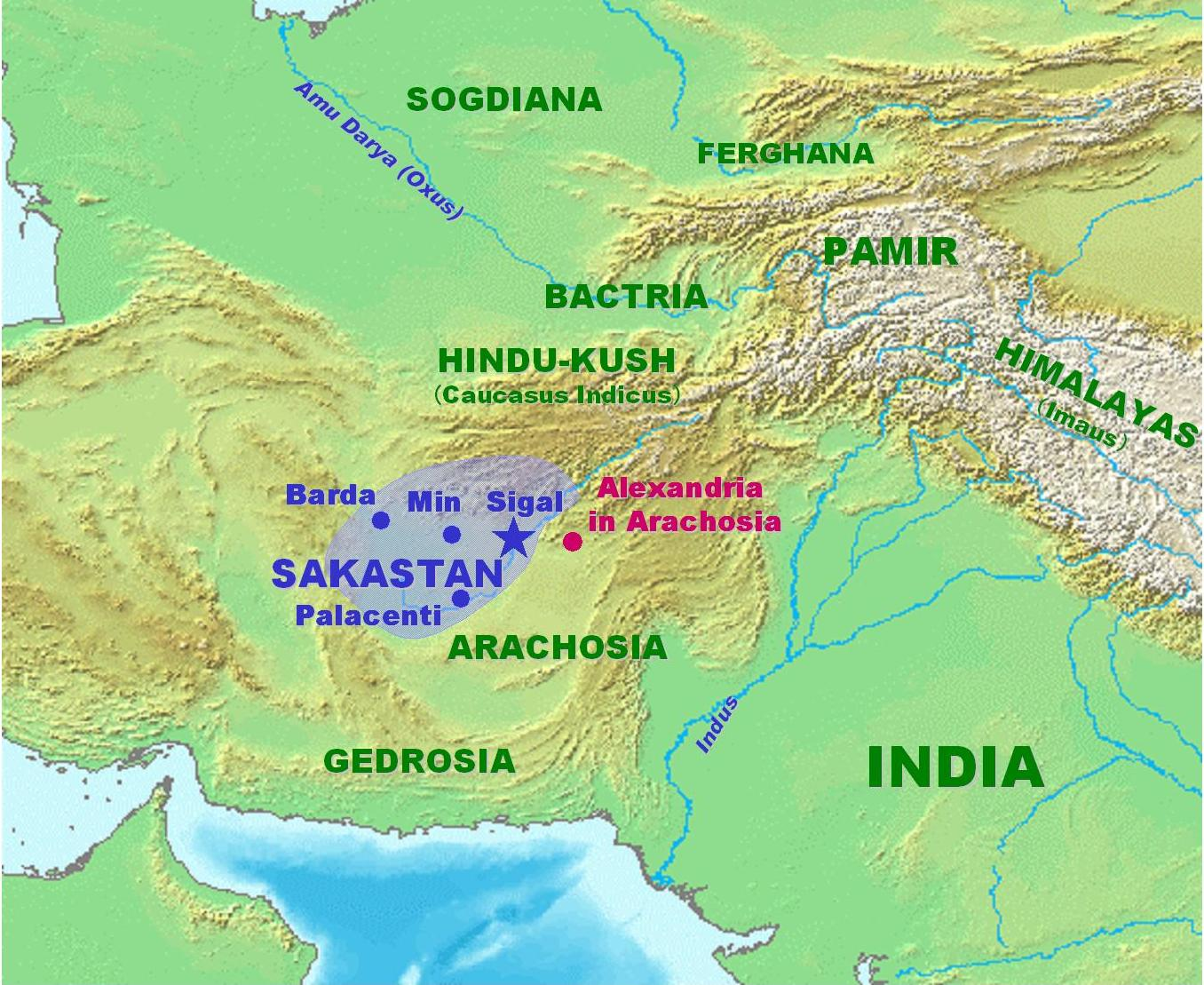
A Fergana-hegység vonulatai térképen

A Fergana-hegység, kirgiz nyelven: Fergana to Kirgizisztán, más néven Ferganskiy Khrebet a Tien-san egyik hegylánca a Kirgiziában.

## Földrajza
A Fergana-hegység vonulatai északnyugattól délkelet felé, elválasztva a Fergana-völgyet és a Tien-san belső részét húzódnak. A hegység vonulatának délkeleti szakasza a magasabb. A hegység a 4024 méter magas Söök-hágón keresztül csatlakozik a Torugart gerinchez és az Alaykuu gerinchez. Délnyugati lejtője hosszú és alacsonyan lejtős, az északkeleti lejtő rövid és meredek. Hossza 206 km, átlagos magassága tengerszint felett 3600 m. A legmagasabb hegy 4893 m
A Fergana-hegység délnyugati hegyláncait Pamir-Alay néven, mint gyüjtőfogalmat jelölik.

## Geológia
A Fergana-hegység főleg pala, homokkő, mészkő és egyéb üledékes metamorf képződményekből áll, amelyeket gabbró, és diabáz mélységi magmás kőzetek behatolása tört fel.

## Nevezetes személyek
- Prinz Gyula geológus, geográfus, 1906-ban Almásy György Közép-Ázsia expedíciójával járt a környéken, a Budapesti Egyetem Földrajzi és Őslénytani Intézetének paleontológus tanársegédeként.